# 美麗光牙寶蓮魚
佩克光牙寶蓮燈魚，為輻鰭魚綱脂鯉目脂鯉亞目脂鯉科的其中一個種。分布於南美洲奧里諾科河、埃塞奎博河及Valencia湖及千里達淡水流域，體長可達3.7公分，棲息在底中層水域，生活習性不明。